# 空港鉄道2000系電車
空港鉄道2000系電車（くうこうてつどう2000けいでんしゃ）は、空港鉄道が保有する鉄道車両（通勤形電車）。

## 概要
仁川国際空港鉄道 ソウル駅 - 仁川国際空港2ターミナル駅間の一般列車（各駅停車）に使用されている。本車両はKRRI（韓国鉄道技術研究院）が開発した韓国標準電動車を基に製造されたが、こちらは全長20m級、全幅3.12mの大型電動車に仕様変更して導入された。
空港鉄道暫定開通を控えた2005年から2006年にかけて1次車となる6両編成9本（54両）が製造され、ソウル駅延伸前の2009年から2010年にかけて2次車となる11本（66両）が増備された。
仁川国際空港2ターミナル延伸に伴い、2017年5月に3次車となる2本（12両）が落成。同年6月14日から試運転後、営業運転に投入された。この増備車では車内への監視カメラ新設や、22インチLCD案内モニター設置などマイナーチェンジが施されている。3次車は、仁川国際空港公社が車両費用を負担している。
なお、既存の編成に対しても、監視カメラ新設やLCD案内モニターへの交換など、増備車に準じたリニューアルが行なわれている。

### フルモデルチェンジ車両
2020年以降、沿線に新都市が相次いで開発され、通勤時間帯の混雑が年々激しくなっていることから、2024年～2025年にかけて4次車となる9編成54両が追加導入されることになった。4次車は2030年に実施予定の空港鉄道運転最高速度150km/h化に備えて、設計最高速度は165km/hとされており、既存の車両からフルモデルチェンジされた。
前面は高速運転に伴う空気抵抗軽減のためノーズの長い流線型とし、乗降客用扉も両開き式のプラグドアを採用。また、中間車4両をすべて電動車とし、MT比は4M2T（2:1）に設定。主電動機は電圧1,370V、定格出力250kW（1時間定格出力280kW）、許容回転数4,950rpmの自己通風冷却方式の4極式かご形三相誘導電動機を採用し、設計最高速度165km/hに加えて起動加速度3.0km/h/sを65km/hまで維持できる性能を確保した。
また、台車はヨーダンパ付きのリンク式台車となり、主変換装置もGTX-A車両と同一の新型VVVFインバータ（コンバータ付き）を搭載した。
パンタグラフはKTX-イウムで使用されているものと同一のシングルアーム式となり、先頭車それぞれに1基搭載。また、座席幅を拡大したため、扉間座席数が6人掛けとなった。
2024年11月28日に第1編成となる223編成が製造場所の現代ロテム昌原工場から五松駅まで甲種輸送された後、KRRIが運営する鉄道総合試験線（烏松試験線）で高速試運転を行い、2025年1月2日～3日にかけて龍遊車両事業所まで回送された。2025年内に営業運転開始予定。
なお、運転最高速度引き上げを開始する2030年を目途に5次車と150km/h対応の直通型も登場予定。なお、これらの車両の登場により設計最高速度120km/hの1～3次車の22編成と、直通型の1000系6編成はすべて置き換えられ、とくに3次車は製造からわずか13年で置き換えられることとなる。
なお、この車両が導入されるまでは4次車は既存の1～3次車の車両仕様に合わせ、運転最高速度110km/hで運行する。
また、ソウル市メトロ9号線との相互直通運転を見据えて両社ともに仕様を共通化した車両を導入する計画もある。

## 編成表
空港鉄道2000系電車
|          | ← ソウル仁川国際空港2ターミナル → | ← ソウル仁川国際空港2ターミナル → | ← ソウル仁川国際空港2ターミナル → | ← ソウル仁川国際空港2ターミナル → | ← ソウル仁川国際空港2ターミナル → | ← ソウル仁川国際空港2ターミナル → | 所属路線・車両基地           |
| 形式     | 21XX形 (Tc)                       | 22XX形 (M)                        | 23XX形 (M') ◇◇                    | 24XX形 (T)                        | 27XX形 (M') ◇◇                    | 28XX形 (Tc2)                      |                              |
| 搭載機器 | SIV,CP,BT                         | CI,CP                             | CI,Mtr                            | CP                                | CI,Mtr                            | SIV,CP,BT                         |                              |
| 車両質量 | 33.0t                             | 38.0t                             | 42.0t                             | 27.5t                             | 42.0t                             | 33.0t                             |                              |
| 車両番号 | 2101 ： 2122                      | 2201 ： 2222                      | 2301 ： 2322                      | 2401 ： 2422                      | 2701 ： 2722                      | 2801 ： 2822                      | 仁川国際空港鉄道（龍遊）所属 |

|          | ← ソウル仁川国際空港2ターミナル → | ← ソウル仁川国際空港2ターミナル → | ← ソウル仁川国際空港2ターミナル → | ← ソウル仁川国際空港2ターミナル → | ← ソウル仁川国際空港2ターミナル → | ← ソウル仁川国際空港2ターミナル → | 所属路線・車両基地           |
| 形式     | 21XX形 (Tc) ＜                    | 22XX形 (M1)                       | 23XX形 (M2)                       | 24XX形 (M2A)                      | 27XX形 (M1A)                      | 28XX形 (Tc2) ＞                   |                              |
| 搭載機器 | Mtr,SIV,CP,BT                     | CI                                | CI                                | CI                                | CI                                | Mtr,SIV,CP,BT                     |                              |
| 車両番号 | 2101 ： 2122                      | 2201 ： 2222                      | 2301 ： 2322                      | 2401 ： 2422                      | 2701 ： 2722                      | 2801 ： 2822                      | 仁川国際空港鉄道（龍遊）所属 |
| 車両番号 | 2123 ： 2131                      | 2223 ： 2231                      | 2323 ： 2331                      | 2423 ： 2431                      | 2723 ： 2731                      | 2823 ： 2831                      | 仁川国際空港鉄道（龍遊）所属 |

凡例
- CI (Converter・Inverter) ：主変換装置（コンバータ装置 + VVVFインバータ装置）
- Mtr (Main-Transformer) ：主変圧器
- SIV：補助電源装置（静止形インバータ）
- CP：空気圧縮機
- BT：蓄電池

## 画像

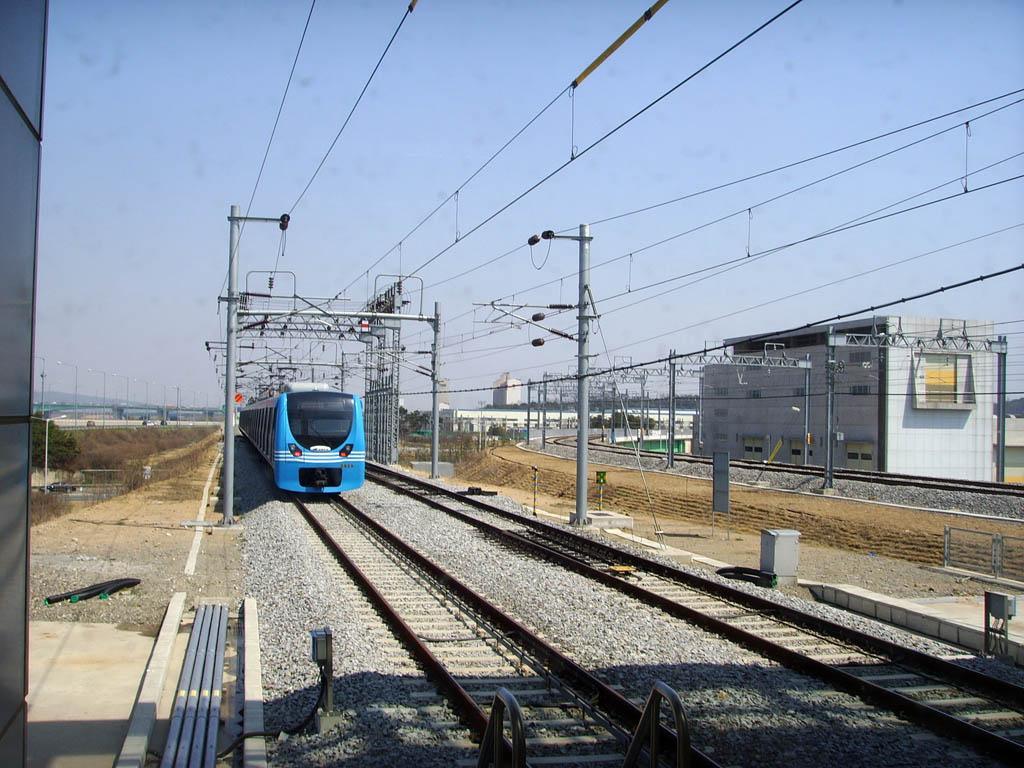
2000系の動力車
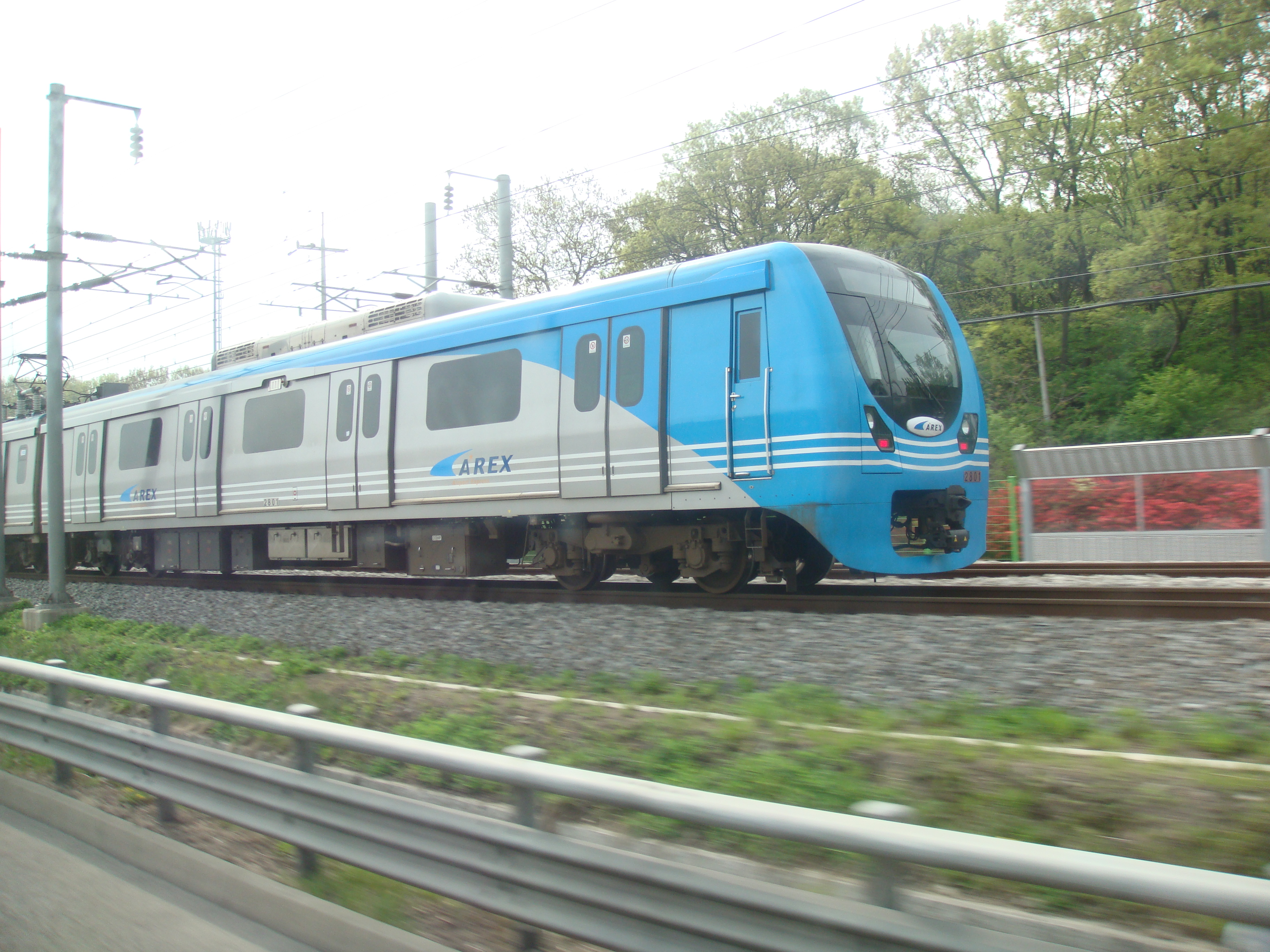
2000系
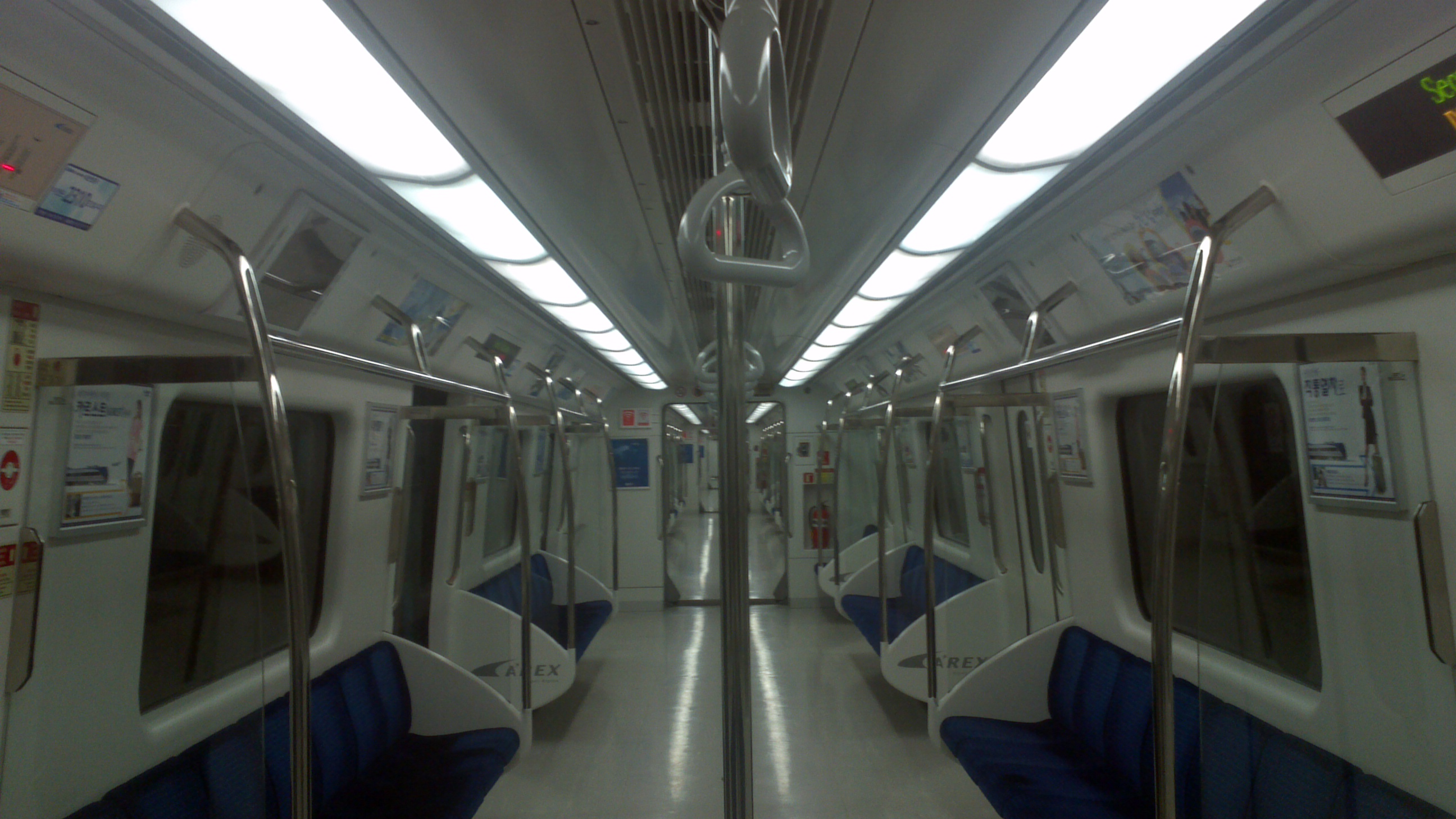
2000系の車内
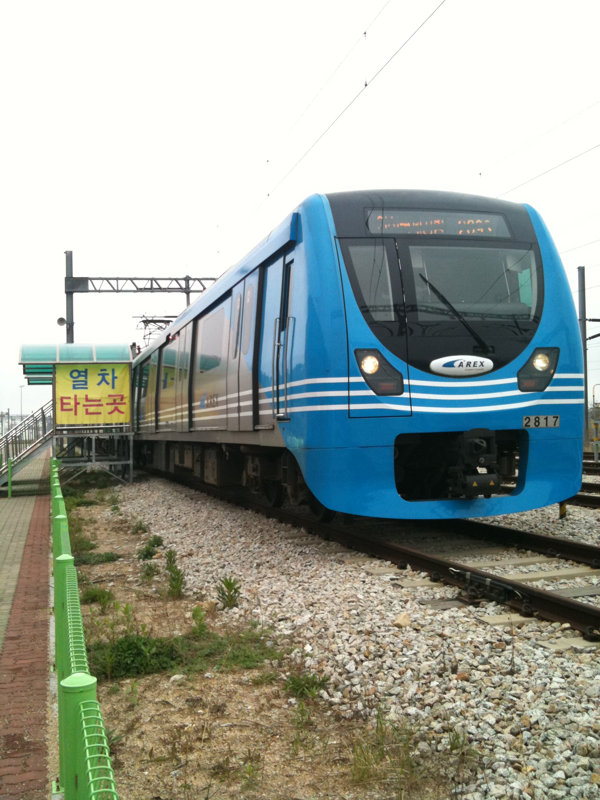
龍遊車両基地に回送された2000系